# Raorchestes signatus
Espèce
Synonymes
- Ixalus signatus Boulenger, 1882
- Philautus signatus (Boulenger, 1882)
- Pseudophilautus signatus (Boulenger, 1882)

Statut de conservation UICN

 EN B1ab(iii) : En danger
Raorchestes signatus est une espèce d'amphibiens de la famille des Rhacophoridae.

## Répartition
Cette espèce est endémique du Tamil Nadu en Inde. Elle se rencontre dans les monts Nîlgîri dans le sud des Ghâts occidentaux jusqu'à 2 000 m d'altitude.

## Description
Raorchestes signatus est grisâtre ou brunâtre sur le dessous. Elle présente une bande sombre entre les yeux et une marque en forme de X sur le dos. Sa lèvre supérieure est tachetée de blanc.

## Publication originale
- Boulenger, 1882 : Catalogue of the Batrachia Salientia s. Ecaudata in the collection of the British Museum, ed. 2, p. 1-503 (texte intégral).